# Cariyeler ve Geceler
Cariyeler Ve Geceler es un álbum de música New Age compuesto por Can Atilla.

## Pistas
1. Cariyeler Ve Geceler 		        5:12
2. Hamamda Ilk Gozyaslari 		5:42
3. Mara Despina 		                6:54
4. Rozalinda 		                4:36
5. Istanbul'da Ilk Gezinti 		5:23
6. Pecenin Ardindaki Gozler 		5:58
7. Esir Pazari 		                5:51
8. Tuller, Tenler, Nefesler 		6:14
9. Roksalan (Hurrem Sultan) Icin Taksim 	4:27
10. Anilar, Yapraklar, Mektuplar 		7:06
11. Uzaklardan Bir Kiz 		        3:42
12. Cariyeler Ve Geceler (Radio Edit) 	3:51